# Rudolf Avenhaus
Rudolf Avenhaus (* 6. August 1938 in Zwickau) ist ein deutscher Physiker und Statistiker. Er war von 1993 bis 1994 kommissarischer Präsident der Universität der Bundeswehr München.

## Leben
Avenhaus studierte Mathematik und Physik an der Ludwig-Maximilians-Universität München (Diplom 1964). 1967 wurde er in Theoretischer Physik an der Fakultät für Naturwissenschaften der Technischen Hochschule Karlsruhe mit der Dissertation Einfluß des Spin-Paramagnetismus der Elektronen auf Supraleiter kurzer freier Weglänge zum Dr. rer. nat. promoviert. 1975 habilitierte er sich in Statistik an der Universität Mannheim. Avenhaus war als Forschungsassistent in Karlsruhe und Genf sowie am Internationalen Institut für angewandte Systemanalyse (IIASA) in Laxenburg tätig. 1976 wurde er Abteilungsleiter am Kernforschungszentrum Karlsruhe.
Er war ab 1980 Professor für Statistik und Operations Research an der Universität der Bundeswehr München. Seine Forschungsschwerpunkte waren Multivariate Verfahren, Testtheorie und Spieltheorie. 1993/94 war er kommissarischer Präsident der Bundeswehruniversität. Mittlerweile ist er emeritiert. Zu seinen akademischen Schülern gehört u. a. Bernhard von Stengel.
Von 1976 bis 1983 war er Mitglied der Deutschen Gesellschaft für Friedens- und Konfliktforschung.

## Auszeichnungen
- 1980: Océ van der Grinten-Preis[1]

## Schriften (Auswahl)
- Hrsg. mit Reiner K. Huber, John D. Kettelle: Modelling and analysis in arms control (= NATO ASI series: Series F, Computer and systems sciences. Vol. 26). Springer, Berlin u. a. 1986, ISBN 3-540-17174-6.
- Hrsg. mit Hassane Karkar, Michel Rudnianski: Defense decision making. Proceedings of the First ARESAD International Conference on Decision Making and Defense, held in Paris, November 22–23, 1989. With 53 figures. Springer, Berlin u. a. 1991, ISBN 3-540-54022-9.
- Hrsg. mit Reiner K. Huber: International stability in a multipolar world. Issues and models for analysis. Nomos, Baden-Baden 1993, ISBN 3-7890-3009-0.
- Hrsg. mit Reiner K. Huber: Models for security policy in the post-cold war era. Proceedings of a Scientific Symposium on Modeling and Analysis of Stability Problems in Multipolar International Systems, held 7–9 June 1995 at the Universität der Bundeswehr München. Nomos, Baden-Baden 1996, ISBN 3-7890-4287-0.
- Hrsg. mit Nicholas Kyriakopoulos, Michel Richard, Gotthard Stein: Verifying treaty compliance. Limiting weapons of mass destruction and monitoring Kyoto protocol provisions. Springer, Berlin u. a. 2006, ISBN 978-3-540-33853-6.
- Hrsg. mit I. William Zartman: Diplomacy games. Formal models and international negotiations. With 42 tables. Springer, Berlin u. a. 2007, ISBN 978-3-540-68303-2.
- Hrsg. mit Gunnar Sjöstedt: Negotiated risks. International talks on hazardous issues. Springer, Berlin u. a. 2009, ISBN 978-3-540-92992-5.